# Farah
Farah là một thị xã và là một nagar panchayat của quận Mathura thuộc bang Uttar Pradesh, Ấn Độ.

## Địa lý
Farah có vị trí 27°20′B 77°46′Đ / 27,33°B 77,77°Đ Nó có độ cao trung bình là 172 mét (564 feet).

## Nhân khẩu
Theo điều tra dân số năm 2001 của Ấn Độ, Farah có dân số 8199 người. Phái nam chiếm 54% tổng số dân và phái nữ chiếm 46%. Farah có tỷ lệ 52% biết đọc biết viết, thấp hơn tỷ lệ trung bình toàn quốc là 59,5%: tỷ lệ cho phái nam là 61%, và tỷ lệ cho phái nữ là 41%. Tại Farah, 20% dân số nhỏ hơn 6 tuổi.